# Scuola di Palo Alto
La Scuola di Palo Alto è una corrente psicologica statunitense che trae il suo nome dalla località californiana dove sorge il Mental Research Institute, centro di ricerca e terapia psicologica fondato da Donald deAvila Jackson nel 1958, a sua volta largamente ispirata dalla Terapia della Gestalt di Fritz Perls.

## Le origini
Nella prima metà del '900 a seguito della persecuzione degli ebrei e della psicoanalisi da parte del nazismo e del fascismo, molti studiosi europei di psicologia si trasferirono negli Stati Uniti, dando origine ad una fiorente scuola di psicoterapia alla quale gli statunitensi si rivolsero in massa. La cosiddetta terapia breve (o brief therapy) è uno dei risultati più significativi fra le innovazioni introdotte dagli psicoterapeuti della Scuola di Palo Alto.
Invece di interessarsi dell'origine storica individuale dei problemi psichici, la psicoterapia breve interviene sui sintomi, per curarli attraverso una focalizzazione dell'intervento terapeutico sui problemi relazionali mostrati dal soggetto, tramite un'attenzione ai processi del "qui ed ora" e sui paradossi logici di autosostentamento della sintomatologia. Il risultato, a volte inatteso, è che spesso anche le cause profonde di tali problemi (psicodinamica) finiscono con l'emergere, integrando ed espandendo la stessa pratica psicoanalitica.
I più noti esponenti sono Gregory Bateson, Paul Watzlawick, Donald deAvila Jackson, Jay Haley, John Weakland e Richard Fish.